# Mesochorus mucronatus
Mesochorus mucronatus là một loài tò vò trong họ Ichneumonidae.